# Internationale Filmfestspiele Berlin 1977
Die Internationalen Filmfestspiele Berlin 1977 fanden vom 24. Juni bis zum 5. Juli 1977 statt. Die Berlinale 1977 war die erste Berlinale ohne den Gründerdirektor Alfred Bauer, der 1976 in den Altersruhestand gegangen war. Wolf Donner, ein Filmjournalist, wurde sein Nachfolger.

## Die Festspiele

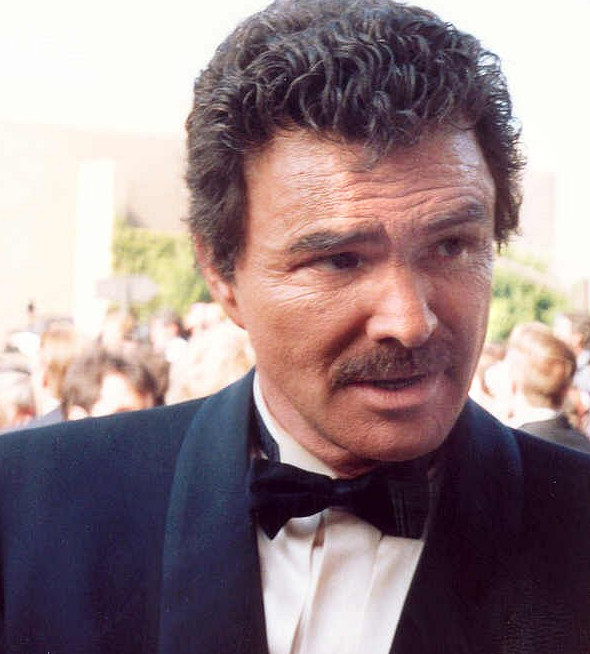
Burt Reynolds

Wolf Donner öffnete in seinem ersten Jahr die Filmmesse dem Publikum und zeigte Filme in einer neu geschaffenen Reihe mit dem Titel Informationsschau. Es gab außerdem eine Werkschau des DDR-Regisseurs Konrad Wolf und eine Retrospektive mit Filmen von Ula Stöckl.
Die Berlinale wurde im Zoo Palast mit der amerikanischen Komödie Nickelodeon von Peter Bogdanovich eröffnet. Die Hauptrollen spielten Ryan O’Neal und Burt Reynolds.
Die sehr beliebte Retrospektive wurde 1977 erstmals von der Stiftung Deutsche Kinemathek übernommen. Die erste Retrospektive der Kinemathek war 1977 den Filmen von Marlene Dietrich gewidmet.
Für große Aufregung sorgte die Uraufführung des Dokumentarfilms Hitler – Eine Karriere. Der Film von Joachim Fest und Christian Herrendoerfer wurde äußerst kontrovers aufgenommen und diskutiert. Die Uraufführung fand als Sondervorführung außerhalb des Wettbewerbes statt.
Hans-Christoph Blumenberg am 8. Juli 1977 in der Zeit über das erste Festival des neuen Leiters Wolf Donner: „Donners Sommerfest, das zwei Wochen lang auch optisch die Berliner City beherrschte, war trotz mancher Durststrecken eine gelungene Sache, auch wenn filmische Höhepunkte (mit ganz wenigen Ausnahmen) ausblieben. Aber auch jene Peinlichkeiten, mit denen das Festival von Cannes in diesem Jahr seine Besucher schockierte, kamen in Berlin nicht vor. Selbst mißglückte Filme wie die beiden spanischen Wettbewerbsbeiträge waren gerade in ihrem Scheitern interessant genug, um sie einem internationalen Publikum zumuten zu können.“

## Wettbewerb
Folgende Filme wurden auf der Berlinale 1977 im Wettbewerb gezeigt:
| Filmtitel                        | Regisseur                 | Produktionsland         | Darsteller (Auswahl)                            |
| Aufstieg                         | Larissa Schepitko         | Sowjetunion             |                                                 |
| Basar der Wunder                 | Nelson Pereira dos Santos | Brasilien               |                                                 |
| Cyklop                           | Hristo Hristov            | Bulgarien               |                                                 |
| Don’s Party                      | Bruce Beresford           | Australien              |                                                 |
| Der Einsiedler                   | Juan Estelrich            | Spanien, Frankreich     | Fernando Fernán Gómez                           |
| Die Eroberung der Zitadelle      | Bernhard Wicki            | Deutschland             | Ivan Desny, Dieter Kirchlechner                 |
| Das fünfte Siegel                | Zoltán Fábri              | Ungarn                  |                                                 |
| Grete Minde                      | Heidi Genée               | Österreich, Deutschland | Katerina Jacob, Hannelore Elsner, Tilo Prückner |
| Die Katze kennt den Mörder       | Robert Benton             | USA                     | Art Carney, Lily Tomlin                         |
| Mama, ich lebe                   | Konrad Wolf               | DDR, Sowjetunion        | Peter Prager, Uwe Zerbe, Eberhard Kirchberg     |
| Der Mann, der die Frauen liebte  | François Truffaut         | Frankreich              | Charles Denner, Brigitte Fossey                 |
| Die Maurer                       | Jorge Fons                | Mexiko                  |                                                 |
| Eine merkwürdige Rolle           | Pál Sándor                | Ungarn                  |                                                 |
| Nickelodeon                      | Peter Bogdanovich         | Großbritannien, USA     | Ryan O’Neal, Burt Reynolds, Tatum O’Neal        |
| Schwarzer Haufen                 | Manuel Gutiérrez Aragón   | Spanien                 | Ángela Molina                                   |
| Schweine mit Flügeln             | Paolo Pietrangeli         | Italien                 |                                                 |
| Ein sentimentaler Roman          | Igor Maslennikow          | Sowjetunion             |                                                 |
| Ein Tag für meine Liebe          | Juraj Herz                | Tschechoslowakei        | Eva Sitta                                       |
| Der Teufel möglicherweise        | Robert Bresson            | Frankreich              |                                                 |
| Die Vertreibung aus dem Paradies | Niklaus Schilling         | Deutschland             | Herb Andress, Elke Haltaufderheide              |
| Vdovstvo Karoline Zasler         | Matjaž Klopčič            | Jugoslawien             |                                                 |
| Zwischen den Zeilen              | Joan Micklin Silver       | USA                     | John Heard, Lindsay Crouse, Jeff Goldblum       |

## Internationale Jury
Jury-Präsidentin war die Schauspielerin Senta Berger. Sie stand folgender Jury vor: Ellen Burstyn (USA), Rainer Werner Fassbinder (Deutschland), Derek Malcolm (Großbritannien) Andrei Michalkow-Kontschalowski (UdSSR), Basilio Martín Patino (Spanien), Ousmane Sembène (Senegal), Humberto Solás (Kuba) und Hélene Vager (Frankreich).

## Preisträger
- Goldener Bär: Die Erhöhung
- Silberne Bären:
  - Der Teufel möglicherweise (Spezialpreis der Jury)
  - Manuel Gutiérrez Aragón (Beste Regie)
  - Lily Tomlin in Die Katze kennt den Mörder (Beste Darstellerin)
  - Fernando Fernán Gómez in Der Einsiedler (Bester Darsteller)
  - Eine merkwürdige Rolle
  - Die Maurer

## Weitere Preise
- FIPRESCI-Preis (Wettbewerb): Die Erhöhung von Larisa Shepitko
- FIPRESCI-Preis (Forum): Mababangong bangungot von Kidlat Tahimik
- FIPRESCI-Ehrenpreis für sein Lebenswerk: Yilmaz Güney
- Interfilm Award (Wettbewerb): Der Teufel möglicherweise von Robert Bresson
- Interfilm Award (Forum): Ceddo von Ousmane Sembène und Ich, Pierre Riviere, der ich meine Mutter, meine Schwester und meinen Bruder getötet habe von René Allio
- Interfilm Award – Otto-Dibelius-Preis: Zwischen den Zeilen (Between the Lines) von Joan Micklin Silver
- Interfilm Award – Grand Prix: Padre Padrone – Mein Vater, mein Herr von Paolo und Vittorio Taviani
- Leserpreis der Berliner Morgenpost: Zwischen den Zeilen (Between the Lines) von Joan Micklin Silver